# Sportåret 1989

## Händelser

### Amerikansk fotboll
- San Francisco 49ers besegrade Cincinnati Bengals med 20 – 16 i Super Bowl XXIII.  (Final för 1988).

#### NFL:s slutspel för 1989

##### NFC (National Football Conference)
- - Lagen seedades enligt följande
- 1 San Francisco 49ers
- 2 New York Giants
- 3 Minnesota Vikings
- 4 Philadelphia Eagles (Wild Card)
- 5 Los Angeles Rams (Wild Card)
  - Omgång I (Wild Cards)
- Los Angeles Rams besegrade Philadelphia Eagles med 21 - 7
  - Omgång II
- Los Angeles Rams besegrde New York Giants med 19 – 13 (efter förlängning)
- San Francisco 49ers besegrade Minnesota Vikings med 41 - 13
  -     - Omgång III
- San Francisco 49ers besegrade Los Angeles Rams med 30 - 3 i NFC-finalen

##### AFC (American Football Conference)
- - Lagen seedades enligt följande
- 1 Denver Broncos
- 2 Cleveland Browns
- 3 Buffalo Bills
- 4 Houston Oilers (Wild Card)
- 5 Pittsburgh Steelers (Wild Card)

- - Omgång I (Wild Cards)
- Pittsburgh Steelers besegrade Houston Oilers 26 – 23 (efter förlängning)
  - Omgång II
- Cleveland Browns besegrade Buffalo Bills med 34 – 30
- Denver Broncos besegrade Pittsburgh Steelers med 24 - 23
  -     - Omgång III
- Denver Broncos besegrade Cleveland Browns med 37 - 21  i AFC-finalen

### Badminton
- 4 juni - Världsmästerskapen i Jakarta avslutades.[1]

### Bandy
- 4 februari - Ungern inträder i Internationella bandyförbundet.[2]
- 5 februari -  Sovjetunionen vann världsmästerskapet på hemmaplan genom att finalbesegra Finland med 12-2.[3]
- 18 mars - IF Boltic blir svenska dammästare genom att finalslå Sandvikens AIK med 5-4 på Söderstadion i Stockholm.[4]
- 19 mars - Västerås SK blev svenska herrmästare efter finalvinst över Vetlanda BK med 7-3 på Söderstadion i Stockholm.[5][6]
- Okänt datum – Västerås SK vinner World Cup.

### Baseboll
- 28 oktober - American League-mästarna Oakland Athletics vinner World Series med 4-0 i matcher över National League-mästarna San Francisco Giants.[7]

### Basket
- 6 april - Solna IF blev svenska mästare för herrar genom att finalslå Täby Basket med 95-93 i tredje finalmatchen på bortaplan och därmed vinna finalserien med 3-0 i matcher.[1]
- 11 april - Arvika Basket blev svenska mästare för damer genom att finalslå Visby AIK med 55-44 i femte och avgörande finalmatchen på bortaplan och därmed vinna finalserien med 3-2 i matcher.[1]
- 13 juni - Detroit Pistons vann NBA-finalserien mot Los Angeles Lakers.[8]
- 18 juni - Sovjet vann damernas Europamästerskap genom att finalslå Tjeckoslovakien med 64-61 i Varna.[9]
- 25 juni - Jugoslavien vann herrarnas Europamästerskap genom att finalslå Grekland med 98-77 i Zagreb.[10]

### Bordshockey
- 23 april - Första VM[11] i bordshockey spelades i Globen i Stockholm. Mikael Kratz / Orsa HSK (Sverige) tog individuellt guld och Sverige vann lag-VM.

### Bordtennis
- 5 februari - 23-årige Jan-Ove Waldner, Sverige vann herrklassen och Olga Nemes, Sovjet vann damklassen vid Europa Top 12 i Charleroi.[1]
- 29 mars-9 april - Världsmästerskapen avgjordes i Dortmund.[1]
- 26 november - Jan-Ove Waldner, Sverige vann Masters i Paris.[1]
- 28 november - Svenska herrlandslaget i bordtennis fick Svenska Dagbladets guldmedalj.[1]

### Boxning
- 25 februari - 22-årige Mike Tyson, USA besegrade 37-årige Frank Bruno, Storbritannien i Las Vegas, och behöll därmed världsmästartiteln i professionell tungviktsboxning.[1]
- 27 februari - Svenska amatörmästerskapen avslutades i Stockholm.[1]
- 29 maj-3 juni - Öststaterna dominerade amatör-Europamästerskapen i Aten.[1]
- 21 juli - 23-årige Mike Tyson, USA besegrade 29-årige Carl Williams, USA i Atlantic City.[1]
- 1 oktober - Amatörvärldsmästerskapen i Moskva avslutades. Sovjet och Kuba dominerade tävlingarna.[1]
- 19 oktober - Tim Witherspoon, USA knockade Anders Eklund, Sverige under första ronden i Atlantic City.[1]

### Bowling
- 4-11 juni -  Amatör-Europamästerskapen avgjordes i Hertogenbosch.[1]
- 17 december -  Världscupen avslutades i Dublin.[1]

### Brottning
- 19 november - Fyrstadsbrottningen avgjordes i Göteborg, och vanns av Örgryte IS.[1]

### Curling
- 9 april - Kanada vann världsmästerskapet för herrar i Milwaukee före Schweiz medan Sverige och Norge delade på tredjeplatsen.[1]
- 9 april - Kanada vann världsmästerskapet för damer i Milwaukee före Norge medan Sverige och Västtysklanddelade på tredjeplatsen.[1]

### Cykel
- 11 juni - Laurent Fignon, Frankrike vann Giro d'Italia.[1]
- 17-23 juli - Svenska mästerskapen avgjordes i Halmstad.[1]
- 23 juli - Greg LeMond, USA vann Tour de France för andra gången.[1]

- Greg LeMond, USA vann landsvägsloppet i VM.
- Pedro Delgado, Spanien vann Vuelta a España för andra gången

### Fotboll
- 15 april – 94 personer dödades och cirka 200 skadades vid en katastrof på Hillsborough Stadium i Sheffield under FA-cupsemifinalen mellan Liverpool FC och Nottingham Forest FC, som av säkerhetsskäl förlagts till neutral plan.[1]
- 28 april – 14 britter dömdes av en domstol i Bryssel till tre års fängelse samt 60 000 belgiska franc i böter för deltagande i kravallerna på Heyselstadion 1985.[1]
- 10 maj - FC Barcelona vinner Europeiska cupvinnarcupen genom att besegra UC Sampdoria med 2–0 på Wankdorfstadion.[12]
- 17 maj - SSC Napoli vinner UEFA-cupen efter finalvinst mot VfB Stuttgart med sammanlagt 5-4.[12]
- 20 maj - Liverpool FC vinner FA-cupfinalen mot Everton FC med 3-2 på Wembley Stadium.[13]
- 24 maj - AC Milan vann Europacupen för mästarlag efter finalvinst mot FC Steaua Bukarest med 4–0 på Nou Camp i Barcelona.[12]
- 29 juni – Malmö FF vann Svenska cupen för herrar genom att finalslå Djurgårdens IF med 3-0 i Solna.[14]
- 2 juli – Västtyskland vinner Europamästerskapet för damer efter finalvinst med 4-1 mot Norge i Osnabrück.[15]
- 12 juli – Brasilien vinner Copa América i Brasilien före Uruguay och Argentina.[16]
- 27 september - Stockholms tingsrätt dömdes en 21-årig engelsk man till tio månaders fängelse för att den 2 september 1989 ha misshandlat två svenska ungdomar, då han kommit för att se VM-kvalmatchen Sverige-England i Solna.[1]
- 17 december - AC Milan vinner Interkontinentala cupen efter finalvinst med 1-0 efter förlängning mot Atlético Nacional från Colombia på Olympiastadion i Tokyo.[17]
- Okänt datum – Öxabäcks IF vinner Svenska cupen för damer genom att finalslå Jitex BK med 2-1.[18]
- Okänt datum – Borussia Dortmund blir västtyska cupmästare.
- Okänt datum – Marco van Basten, Nederländerna, utses till Årets spelare i Europa.
- Okänt datum – Diego Maradona, Argentina, utses till Årets spelare i Sydamerika av tidningen El Mundo.
- Okänt datum – Bebeto, Brasilien, utses till Årets spelare i Sydamerika av tidningen El País.
- Okänt datum – George Weah, Liberia, utses till Årets spelare i Afrika.
- Okänt datum – Wynton Rufer, Nya Zeeland, utses till Årets spelare i Oceanien.

#### Ligasegrare / resp. lands mästare
- Belgien - KV Mechelen
- England - Arsenal FC
- Frankrike - Olympique de Marseille
- Italien - FC Internazionale
- Nederländerna – PSV Eindhoven
- Skottland - Rangers FC
- Portugal – SL Benfica
- Spanien - Real Madrid CF
- Sverige - IFK Norrköping (herrar) Jitex BK (damer)
- Västtyskland - FC Bayern München

### Friidrott
- 11 februari
  - Sergej Bubka, Sovjet noterade nytt inomhusvärldsrekord i stavhopp för herrar då han hoppade 6.03 meter i Osaka.[1]
  - Ulf Timmermann, Östtyskland noterade nytt inomhus-Europarekord i kulstötning för herrar då han stötte 22.55 meter i Sentfenberg.[1]
- 25 februari
  - Igor Kazanov, Sovjet noterade nytt inomhusvärldsrekord på 60 meter häck för herrar då han sprang på 7.42 sekunder vid sovjetiska inomhusmästerskapen i Moskva.[1]
  - Cornelia Oschenkat, Östtyskland noterade nytt inomhusvärldsrekord på 60 meter häck för damer då han sprang på 7.73 sekunder vid tävlingar i Wien.[1]
- 3-5 mars - Totalt noterades fyra världsrekord vid inomhusvärldsmästerskapen i Budapest.[1]
- 20 maj - Dagbladsstafetten avgjordes på Djurgården i Stockholm.[1]
- 3 juni - 31-årige Dave Clark, Storbritannien vann herrklassen i Stockholm Marathon medan 47-åriga Evy Palm, Sverige vann damklassen.[1]
- 24 juni - Tore Gustafsson, Sverige noterade nytt svenskt rekord i släggkastning för herrar, 78.66 meter, vid tävlingar i Järvsö.[1]
- 29 juni - Tore Gustafsson, Sverige noterade nytt svenskt rekord i släggkastning för herrar, 79.46 meter, vid tävlingar i Västerås.[1]
- 3 juli - DN-galan avgjordes på Stockholms stadion. Peter Koech, Kenya noterade nytt världsrekord på 3 000 meter hinder, som han sprang på tiden 8.05.35 minuter.[1]
- 4 juli - Släggan flög 80.14 meter vid tävlingar i Villmanstrand, och därmed blev 27-årige Tore Gustafsson första svensk att passera 80-metersgränsen, och han noterade svenskt rekord för tredje gången på kort tid.[1]
- 10 juli - Paula Ivans, Rumänien noterade nytt världsrekord på en engelsk mil (1 609 meter) vid GP-deätlvingar i Nice, då hon sprang på 4.15.61.[1]
- 28-30 juli - Svenska mästerskapen avgjordes på Ryavallen i Borås.[1]
- 1 oktober - Douglas Wakihuri, Kenya vann herrklassen medan Angela Thooby, Storbritannien vann damklassen i Lidingöloppet.[1]
- 19-20 augusti - Finnkampen avgjordes på Stockholms stadion. Sverige vann herrkampen med 213-197 och Finland vann damkampen med 184-138. Sverige vann pojkmatchen med 101-98, och Finland flickmatchen med 90-67.[1]
- 2 oktober - 27-åriga Anna Östenberg, Sverige noterade nytt svenskt rekord i diskuskastning för damer då hon kastade 53.98 meter vid tävlingar i Helsingborg.[1]
- 31 december - Rolando Vera, Ecuador vann herrklassen och María del Carmen Díaz, Mexiko vann damklassen vid Sylvesterloppet i São Paulo.[19]
- Abebe Mekonnen, Etiopien vann herrklassen vid Boston Marathon.[20] medan Ingrid Kristiansen, Norge vann damklassen.[21]

### Golf

#### Herrar
- 6 augusti - Roman Rafferty, Irland vann SEO på Drottningholms GK utanför Stockholm.[1]

- Mest vunna prispengar på PGA-touren: Tom Kite, USA med $1 395 278
- Mest vunna prispengar på Champions Tour (Senior-touren): Bob Charles, Nya Zeeland med $725 887
- Ryder Cup: Europa behöll vandringspriset genom att spela oavgjort 14 – 14 mot USA.

##### Majorstävlingar
- 23 juli - Mark Calcavecchia, USA vann British Open på Royal Troon-banan.[1]

- The Masters - Nick Faldo, England
- US Open - Curtis Strange, USA
- PGA Championship - Payne Stewart, USA

#### Damer
- Mest vunna prispengar på LPGA-touren: Betsy King, USA med $654 132

##### Majorstävlingar
- 16 juli - Betsy King, USA vann US Womens Open i Lake Orion.[1]

- Kraft Nabisco Championship - Juli Inkster, USA
- LPGA Championship - Nancy Lopez, USA
- Du Maurier Classic - Tammie Green, USA

### Handboll
- 6 januari - Redbergslids IK vann Svenska cupen genom att finalslå Katrineholms AIK med 33-16 på bortaplan.[1]
- 7 januari - Tyresö HF vann Svenska cupen genom att finalslå Skuru IK med 25-20 på hemmaplan.[1]
- 1 april - Redbergslids IK blev svenska herrmästare.[1]
- 15 april - Tyresö HF blev svenska dammästare.[1]

### Hastighetsåkning på skridskor
- 14-15 januari - Gunde Kleemann, Östtyskland blev dam-Europamästare i Västberlin.[1]
- 21-22 januari - 23-årige Leo Visser, Nederländerna blev herr-Europamästare på Ruddalens IP i Göteborg före Gerard Kemkers, Östtyskland och Geir Karlstad, Norge.[1]
- 11-12 februari - Leo Visser, Nederländerna blev herrvärldsmästare i Oslo före Eric Flaim, USA och Geir Karlstad, Norge.[1]

### Hästsport

#### Galopp
- 16 juli - Svenskt galoppderby avgjordes på Jägersro.[1]

#### Hästhoppning
- 2 april - Världscupen i hästhoppning avslutades i Scandinavium i Göteborg.[1]

#### Trav
- 29 januari - Prix d'Amérique avgjordes i Paris.[1]
- 29 maj - Elitloppet avgjordes på Solvalla.[1]
- 1 juli - Stig H. Hohanssons travhäst Napoletano noterade världsrekord för 5-åriga hingstar vid segern i Statue of Liberty Trot på Meadowlandsbanan i New York.[1]
- 12 augusti - Världsmästerskapen avgjordes på Yonkers Raceway i New York.[1]
- 2 september - Svenskägda Peace Corps noterade världsrekord vid World Trotting Derby i New York.[1]
- 3 september - Svenskt travderby avgjordes på Jägersro.[1]
- 19 november - Europamästerskapen avgjordes i Gelsenkirchen.[1]

### Innebandy
- 29 januari - VK Rasket blev svenska mästare för damer.[22]
- 19 mars - Kolarbyn/Fagersta IF blev svenska mästare för herrar.[22]
- Oktober - Svenska Innebandyförbundet satte igång Sveriges första nationella seriespel i innebandy.[22]
- 2 december - Sverige besegrar Finland med 10-2 vid en herrlandskamp i Uppsala, vilket blev första direktsända innebandymatchen i TV.[22]

### Ishockey
- 4 januari - Sovjet vinner juniorvärldsmästerskapet i Anchorage före Sverige och Tjeckoslovakien.[23]
- 19 februari
  - CSKA Moskva, Sovjet vinner Europacupen i Vstberlin före VSZ Košice, Tjeckoslovakien och Kölner EC, Västtyskland.[24]
  - Globen i Stockholm invigs.[25][26]
- 19 mars - Djurgårdens IF blir svenska herrmästare efter slutspelsvinst över Leksands IF med 3 matcher mot 1.[27]
- 9 april - Finland vinner i Västtyskland ishockeysportens första Europamästerskap för damer genom att finalbesegra Sverige med 7-1. Tyskland tar brons.[28]
- 27 april - IIHF utökas då Indien[29] och Thailand inträder.[30]
- 1 maj - Sovjet blir världsmästare i Sverige före Kanada och Tjeckoslovakien.[31]
- 25 maj - Stanley Cup vinns av Calgary Flames som besegrar Montreal Canadiens med 4 matcher mot 2 i slutspelet.[32]
- 22 december - Sovjet vinner Izvestijaturneringen i Moskva före Tjeckoslovakien och Finland.[33]

### Kanotsport
- 26-27 augusti - Världsmästerskapen avgjordes i Plovdiv.[1]

### Konståkning
- 14-19 mars - Världsmästerskapen avgjordes i Paris.[1]

- VM
  - Herrar – Kurt Browning, Kanada
  - Damer – Midori Ito, Japan
  - Paråkning – Jekaterina Gordejeva & Sergej Grinkov, Sovjetunionen
  - Isdans – Marina Klimova & Sergej Ponomarenko, Sovjetunionen

### Motorsport

#### Formel 1
- 5 november -Världsmästare blev Alain Prost, Frankrike.

#### Rally
- 23 november -Miki Biasion, Italien vann rally-VM.

#### Roadracing
- Peter Lindén, Sverige vann EM i 500cc-klassen.

#### Sportvagnsracing
- Fransmannen Jean-Louis Schlesser vann sportvagns-VM.
- Jochen Mass, Manuel Reuter och Stanley Dickens vann Le Mans 24-timmars med en Sauber-Mercedes C9.

#### Speedway
- 2 september - Hans Nielsen, Danmark blev världsmästare på Münchens Olympiastadion.[1]

### Orientering
- 7 maj - Tiomila avgjordes i Bogesundslandet.[1]
- 17-20 augusti - Världsmästerskapen avgjordes i Skövde.[34]
- 21 juli - Femdagarsloppet avslutades i Östersund.[1]

### Rodd
- 10 september - Världsmästerskapen i Bled avslutades.[1]

### Schack
- 15 maj - Lubomir Fatacnik, Tjeckoslovakien vann Sweden Chess Tournament i Haninge kommun.[1]
- 3 september - Garri Kasparov, Sovjet vann världscupens sista dletävling i Skellefteå.[1]

### Simning
- 17-19 mars - Svenska inomhusmästerskapen i kortbanesimning avgjordes i Malmö.[1]
- 11 juli - 28-årige Vicki Keith, Kanada blev först i världen med att fjärilssimma över Engelska kanalen.[1]
- 25-27 juli - Svenska långbanemästerskapen avgjordes i Landskrona.[1]
- 2 augusti - Mike Barrowman, USA noterade nytt världsrekord på 200 meter bröstsm, då han klockades för tiden 2.12.90 minuter i den olympiska bassängen i Los Angeles under amerikanska mästerskapen.[1]
- 14-20 augusti - Europamästerskapen avgjordes i Bonn. Östtyskland blev bästa nation.[1]
- 20 augusti - Fyra amerikaner noterade världsrekord vid Stillahavsmästerskapen i Tokyo.[1]

#### EM
- Vid EM i simning uppnådde svenska simmare följande resultat:
  - 200 m frisim, herrar – 3 Anders Holmertz
  - Lagkapp 4 x 100 m frisim, herrar – 3. Sverige

### Skidor, alpina grenar
- 29 januari-12 februari - Schweiz blev bästa nation vid världsmästerskapen i Vail.[1]
- 11 mars - Vreni Schneider, Schweiz säkrade segern i världscupen i alpin skidåkning för damer vid slalomdeltävlingen i Shiga Kōgen.[1]

#### Herrar

##### VM
- - Slalom
- 1 Rudolf Nierlich, Österrike
- 2 Armin Bittner, Västtyskland
- 3 Marc Girardelli, Luxemburg
  - Storslalom
- 1 Rudolf Nierlich, Österrike
- 2 Helmut Mayer, Österrike
- 3 Pirmin Zurbriggen, Schweiz
  - Super G
- 1 Martin Hangl, Schweiz
- 2 Pirmin Zurbriggen, Schweiz
- 3 Tomaz Cizman, Jugoslavien
  - Störtlopp
- 1 Hans-Jörg Tauscher, Västtyskland
- 2 Peter Müller, Schweiz
- 3 Karl Alpiger, Schweiz
  - Kombination
- 1 Marc Girardelli, Luxemburg
- 2 Paul Accola, Schweiz
- 3 Günther Mader, Österrike

##### Världscupen
- Totalsegrare: Marc Girardelli, Luxemburg
- Slalom: Armin Bittner, Västtyskland
- Storslalom: Pirmin Zurbriggen, Schweiz
- Super G: Pirmin Zurbriggen, Schweiz
- Störtlopp: Marc Girardelli, Luxemburg
- Kombination: Marc Girardelli, Luxemburg

##### SM
- - Slalom vanns av Jonas Nilsson, Sälens IF. Lagtävlingen vanns av Kiruna BK.
  - Storslalom vanns av Lars-Börje Eriksson, Åre SLK. Lagtävlingen vanns av Åre SLK.
  - Super G vanns av Peter Ohlsson, Edsbyns IF. Lagtävlingen vanns av Östersund-Frösö SLK.
  - Störtlopp vanns av Lars-Börje Eriksson, Åre SLK. Lagtävlingen vanns av Åre SLK.

#### Damer

##### VM
- - Slalom
- 1 Mateja Svet, Jugoslavien
- 2 Vreni Schneider, Schweiz
- 3 Tamara McKinney, USA
  - Storslalom
- 1 Vreni Schneider, Schweiz
- 2 Carole Merle, Frankrike
- 3 Mateja Svet, Jugoslavien
  - Super G
- 1 Ulrike Maier, Österrike
- 2 Sigrid Wolz, Österrike
- 3 Michaela Gerg, Västtyskland
  - Störtlopp
- 1 Maria Walliser, Schweiz
- 2 Caren Percy, Kanada
- 3 Karin Dedler, Västtyskland
  - Kombination
- 1 Tamara McKinney, USA
- 2 Vreni Schneider, Schweiz
- 3 Brigitte Örtli,Schweiz

##### Världscupen
- Totalsegrare: Vreni Schneider, Schweiz
- Slalom: Vreni Schneider, Schweiz
- Storslalom: Vreni Schneider, Schweiz
- Super G: Carole Merle, Frankrike
- Störtlopp: Michela Figini, Schweiz
- Kombination: Brigitte Örtli,Schweiz

##### SM
- - Slalom vanns av Camilla Nilsson, Östersund-Frösö SLK. Lagtävlingen vanns av Östersund-Frösö SLK.
  - Storslalom vanns av Camilla Nilsson, Östersund-Frösö SLK. Lagtävlingen vanns av Östersund-Frösö SLK.
  - Super G vanns av Marina Hänström, Sundsvalls SLK. Lagtävlingen vanns av Nolby Alpina.
  - Störtlopp vanns av Ulrika Wärvik, Åre SLK. Lagtävlingen vanns av Åre SLK.

- - Skidor Längd.

Herrar 30 km
15 km klassiskt 1.Harri Kirvesniemi
15 km fristil 1.Gunde Svan Sverige
2. Torgny Mogren Sverige 3.Lars Håland Sverige
Stafett 4*10 km 1.Sverige
(Majbäck,Svan,Håland, Mogren)
2.Finland
...,Kirvesniemi,.., 3.Tjeckoslovakien
(..,..,..,Korunka)
4.Norge
(..,Mikkelsplats,..,Ullvang 5.Sovjetunionen
(..,..,..,Prokororov)
50 km Fri stil 1.Gunde Svan
2.Torgny Mogren 3. Alexei Prokororov

### Skidor, nordiska grenar
- 29 januari-5 februari - Gunde Svan dominerade herrtävlingarna vid svenska mästerskapen i längdskidåkning i Harsa.[1]
- 17 februari-26 februari - Världsmästerskapen avgjordes i Lahtis.[1]
- 11-12 mars - Svenska skidspelen avgjordes i Falun.[1]
- 25-26 mars - Världscupen i backhoppning avslutades i Planica, och vanns av Jan Boklöv, Sverige före Jens Weissflog, Östtyskland och Dieter Thoma, Västtyskland.[1]

#### Herrar

##### VM
- - 15 km fri stil
- 1 Gunde Svan, Sverige
- 2 Torgny Mogren, Sverige
- 3 Lars Håland, Sverige
  - 15 km klassisk stil
- 1 Harri Kirvesniemi, Finland
- 2 Pål Gunnar Mikkelsplass, Norge
- 3 Vegard Ulvang, Norge
  - 30 km klassisk stil
- 1 Vladimir Smirnov, Sovjetunionen
- 2 Vegard Ulvang, Norge
- 3 Christer Majbäck, Sverige
  - 50 km fri stil
- 1 Gunde Svan, Sverige
- 2 Torgny Mogren, Sverige
- 3 Aleksej Prokurorov, Sovjetunionen
  - Stafett 4 x 10 km
- 1 Sverige (Christer Majbäck, Gunde Svan, Lars Håland & Torgny Mogren)
- 2 Finland (Aki Karvonen, Harri Kirvesniemi, Kari Ristanen & Jari Räsänen)
- 3 Tjeckoslovakien (Ladislav Švanda, Martin Petrašek, Radim Nyč & Václav Korunka)
  - Nordisk kombination, individuellt (Backe K90 + 15 km fri stil)
- 1 Trond Einar Elden, Norge
- 2 Abdrej Dundukov, Sovjetunionen
- 3 Trond Arne Bredesen, Norge
  - Nordisk kombination, lag (Backe K120 + 3 x 5 km fri stil)
- 1 Norge (Trond Einar Elden, Trond Arne Bredesen & Bård Jørgen Elden)
- 2 Schweiz (Andreas Schaad, Hippolit Kempf & Fredy Glanzmann)
- 3 DDR (Ralph Leonhardt, Bernd Blechschmidt & Thomas Abratis)
  - Backhoppning, individuellt K90.
- 1 Jens Weissflog, DDR
- 2 Ari-Pekka Nikkola, Finland
- 3 Heinz Kuttin, Österrike
  - Backhoppning, individuellt K120.
- 1 Jari Puikkonen, Finland
- 2 Jens Weissflog, DDR
- 3 Matti Nykänen, Finland
  - Backhoppning, lag K120.
- 1 Finland (Ari-Pekka Nikkola, Jari Puikkonen, Matti Nykänen & Risto Laakkonen)
- 2 Norge (Magne Johansen, Clas-Brede Bråten, Ole Gunnar Fidjestøl & Jon-Inge Kjørum)
- 3 Tjeckoslovakien (Jiři Parma, Martin Švagerko, Ladislav Dluhoš & Pavel Ploc)

##### Världscupen
- 1 Gunde Svan, Sverige
- 2 Vegard Ulvang, Norge
- 3 Torgny Mogren, Sverige

##### Övrigt
- 5 mars - Jan Ottosson, Åsarna IK vann Vasaloppet.[35]

##### SM
- 15 km (K) vanns av Gunde Svan, Dala-Järna IK. Lagtävlingen vanns av Dala-Järna IK.
- 30 km (K) vanns av Gunde Svan, Dala-Järna IK. Lagtävlingen vanns av Dala-Järna IK.
- 50 km (F) vanns av Gunde Svan, Dala-Järna IK. Lagtävlingen vanns av Dala-Järna IK.
- Stafett 3 x 10 km (F) vanns av Dala-Järna IK med laget  Sven-Erik Danielsson, Lars Håland och Gunde Svan .

#### Damer

##### VM
- - 10 km fri stil
- 1 Jelena Välbe, Sovjetunionen
- 2 Marjo Matikainen, Finland
- 3 Tamara Tichonova, Sovjetunionen
  - 10 km klassisk stil
- 1 Marja-Liisa Kirvesniemi, Finland
- 2 Pirkko Määttä, Finland
- 3 Marjo Matikainen, Finland
  - 15 km klassisk stil
- 1 Marjo Matikainen, Finland
- 2 Marja-Liisa Kirvesniemi, Finland
- 3 Pirkko Määttä, Finland
  - 30 km
- 1 Jelena Välbe, Sovjetunionen
- 2 Larissa Lasutina, Sovjetunionen
- 3 Marjo Matikainen, Finland
  - Stafett 4 x 5 km
- 1 Finland (Pirkko Määttä, Marja-Liisa Kirvesniemi, Jaana Savolainen & Marjo Matikainen)
- 2 Sovjetunionen (Julia Sjamsjurina, Raisa Smetanina, Tamara Tichonova & Jelena Välbe)
- 3 Norge (Inger-Helene Nybråten, Anne Jahren, Nina Skeime & Marianne Dahlmo)

##### Världscupen
- 1 Jelena Välbe, Sovjetunionen
- 2 Alzbeta Havrančiková, Tjeckoslovakien
- 3 Tamara Tichonova, Sovjetunionen

##### SM
- 5 km (K) vanns av Marie-Helene Westin, Sollefteå SK. Lagtävlingen vanns av Sollefteå SK.
- 10 km (K) vanns av Magdalena Wallin, Stockviks IF. Lagtävlingen vanns av Stockviks IF.
- 20 km (F) vanns av Marie-Helene Westin, Sollefteå SK. Lagtävlingen vanns av Stockviks IF.
- Stafett 3 x 5 km (F) vanns av Stockviks IF med laget  Karin Svingstedt, Catrin Larsson och Magdalena Wallin .

### Skidskytte

#### Herrar

##### VM
- Sprint 10 km
  - 1 Frank Luck, DDR
  - 2 Eirik Kvalfoss, Norge
  - 3 Jurij Kasjkarov, Sovjetunionen
- Distans 20 km
  - 1 Eirik Kvalfoss, Norge
  - 2 Gisle Fenne, Norge
  - 3 Fritz Fischer, Västtyskland
- Stafett 4 x 7,5 km
  - 1 DDR – Frank Luck, André Sehmisch, Birk Anders & Frank-Peter Roetsch
  - 2 Sovjetunionen – Jurij Kasjkarov, Sergej Tjepikov, Aleksandr Popov & Sergej Bolygin
  - 3 Norge – Geir Einang, Sylvest Glimsdal, Gisle Fenne & Eirik Kvalfoss
- Lagtävling
  - 1 Sovjetunionen - Jurij Kasjkarov, Sergej Tjepikov, Aleksandr Popov & Sergej Bolygin
  - 2 Västtyskland – Franz Wudy, Herbert Fritzenwenger, Georg Fischer & Fritz Fischer
  - 3 DDR – Andreas Heymann, André Sehmisch, Raik Dittrich & Steffen Hoos

##### Världscupen
- 1 Fritz Fischer, Västtyskland
- 2 Eirik Kvalfoss, Norge
- 3 Johann Passler, Italien

#### Damer

##### VM
- Sprint 7,5 km
  - 1 Anne Elvebakk, Norge
  - 2 Zvetana Kvasteva, Bulgarien
  - 3 Natalia Prikostsjikova, Sovjetunionen
- Distans 15 km
  - 1 Petra Schaaf, Västtyskland
  - 2 Anne Elvebakk, Norge
  - 3 Svetlana Davidova, Sovjetunionen
- Stafett 3 x 5 km
  - 1 Sovjetunionen – Natalia Prikostsjikova, Svetlana Davidova & Jelena Golovina
  - 2 Bulgarien – Zvetana Kvasteva, Maria Manolova & Nadezjda Aleksejeva
  - 3 Tjeckoslovakien – Eva Buresová, Renata Novotná & Jirina Adamicková
- Lagtävling
  - 1 Sovjetunionen - Natalia Prikostsjikova, Svetlana Davidova, Luisa Tjerepanova & Jelena Golovina
  - 2 Norge – Synnøve Thoresen, Elin Kristiansen, Anne Elvebakk & Mona Bollerud
  - 3 Västtyskland – Inga Kesper, Daniela Hörburger, Donna Pieper & Petra Schaaf

##### Världscupen
- 1 Anne Elvebakk, Norge
- 2 Elin Kristiansen, Norge
- 3 Nadezjda Aleksejeva, Bulgarien

### Sportgymnastik
- 29 november - Nadia Comăneci, Rumänien rapporterades ha flytt till Ungern, där hon begärt politisk asyl.[1]

### Sportskytte
- 10 april - 54-årige Ragnar Skanåker, Sverige blev i Mexico City första svensk att vinna en världscupdeltävling i sportskytte.[1]

### Tennis

#### Herrar
- Tennisens Grand Slam:
  - 29 januari - 28-årige Ivan Lendl, Tjeckoslovakien vann Australiska öppna genom att finalslå Miloslav Mečíř, Tjeckoslovakien med 3-0 i set.[1]
  - 11 juni - 17-årige Michael Chang, USA vann Franska öppna genom att finalslå Stefan Edberg, Sverige med 3-2 i set i Paris.[1]
  - 9 juli - Boris Becker, Västtyskland vann Wimbledonmästerskapen genom att finalslå Stefan Edberg, Sverige med 3-0 i set.[1]
  - 11 september - 21-årige Boris Becker, Västtyskland vann US Open på Louis Armstrong Stadium i Flushing Meadows genom att finalslå Ivan Lendl, Tjeckoslovakien med 3-1 i set.[1]
- 6 augusti - Paolo Cané, Italien vann Swedish Open genom att finalslå Bruno Oresar, Jugoslavien.[1]
- 12 november - Ivan Lendl, Tjeckoslovakien vann Stockholm Open genom att finalslå 22-årige Magnus Gustafsson, Sverige med 3-0 i set.[1]
- 4 december - Stefan Edberg, Sverige vann Herrarnas Mastersfinal i Madison Square Garden i New York med 3-1 i set mot Boris Becker, Sverige.[1]
- 17 december - Davis Cup: Västtyskland finalbesegrade Sverige med 4-1 i Göteborg.[36]

#### Damer
- Tennisens Grand Slam:
  - Australiska öppna - Steffi Graf, Västtyskland
  - Franska öppna - Arantxa Sánchez Vicario, Spanien
  - Wimbledon - Steffi Graf, Västtyskland
  - US Open - Steffi Graf, Västtyskland
- 11 december - USA vann Federation Cup genom att finalbesegra Spanien med 3-0 i Tokyo.[37]

### Volleyboll
- 30 mars - Kungälvs VBK finalslog Lidingö SK med 3-2 i set i Gångsätrahallen i Lidingö och blev svenska herrmästare.[1]
- 1 april - Upsala Studenters IF finalslog Vallentuna BK med 3-0 i set i Uppsala och blir svenska dammästare efter seger med 3-1 i matcher i finalserien.[1]
- 10 september - Sovjet vann damernas Europamästerskap genom att finalslå Östtyskland med 3-1 i Sindelfingen.[38]
- 1 oktober - Italien vann herrarnas Europamästerskap genom att finalslå Sverige med 3-1 i Stockholm.[39]

## Evenemang
- VM på cykel anordnades i Chambéry,  Frankrike
- VM i curling för damer anordnades i Milwaukee, Wisconsin, USA
- VM i curling för herrar anordnades i Milwaukee, Wisconsin, USA
- VM i ishockey anordnades i Stockholm och Södertälje, Sverige
- VM i konståkning anordnades i Paris, Frankrike
- VM i skidskytte anordnades i Feistritz, Österrike
- EM i bordtennis anordnades i Paris, Frankrike
- EM i simning anordnades i Bonn, Västtyskland

## Födda
- 5 januari – Krisztián Németh, ungersk fotbollsspelare.
- 6 januari – Andy Carroll, engelsk fotbollsspelare.
- 9 januari – Ken Fagerberg, svensk fotbollsspelare.
- 11 januari – James Frempong, svensk fotbollsspelare.
- 16 januari – Fisnik Shala, svensk fotbollsspelare.
- 22 januari – Oscar Möller, svensk ishockeyspelare.
- 31 januari
  - Sebastian Eriksson, svensk fotbollsspelare.
  - Olof Mård, svensk fotbollsspelare.
- 2 februari – Vadis Odjidja-Ofoe, belgisk fotbollsspelare.
- 4 februari – Joel Ekstrand, svensk fotbollsspelare.
- 13 februari – Rodrigo Possebon, brasiliansk fotbollsspelare.
- 26 februari – Kennedy Igboananike, nigeriansk fotbollsspelare.
- 1 mars – Carlos Vela, mexikansk fotbollsspelare.
- 6 mars – Jonathas de Jesus, brasiliansk fotbollsspelare.
- 13 mars – Marko Marin, tysk fotbollsspelare.
- 16 mars
  - Blake Griffin, amerikansk basketspelare.
  - Theo Walcott, engelsk fotbollsspelare.
- 17 mars
  - Mikael Backlund, svensk ishockeyspelare.
  - Andreas Landgren, svensk fotbollsspelare.
- 22 mars – Jimmy Durmaz, svensk fotbollsspelare.
- 25 mars – Scott Sinclair, engelsk fotbollsspelare.
- 31 mars – Pablo Piatti, argentinsk fotbollsspelare.
- 1 april
  - Linus Hallenius, svensk fotbollsspelare.
  - David N'Gog, fransk fotbollsspelare.
- 5 april – Justin Holiday, amerikansk basketspelare.
- 7 april – Franco Di Santo, argentinsk fotbollsspelare.
- 8 april – Goran Slavkovski, svensk-makedonsk fotbollsspelare.
- 26 april – Aarón Ñíguez, spansk fotbollsspelare.
- 7 maj – Francesco Bolzoni, italiensk fotbollsspelare.
- 11 maj – Giovani dos Santos, mexikansk fotbollsspelare.
- 2 juni – Freddy Adu, amerikansk fotbollsspelare.
- 13 juni – James Calado, brittisk racerförare.
- 28 juni – Sergio Asenjo, spansk fotbollsspelare.
- 1 juli – Emiliano Insúa, argentinsk fotbollsspelare.
- 11 juli – Tobias Sana, svensk fotbollsspelare.
- 16 juli – Gareth Bale, walesisk fotbollsspelare.
- 18 juli – Mark Owuya, svensk ishockeyspelare.
- 22 juli – Edgar Çani, albansk fotbollsspelare.
- 23 juli – Kim Ekdahl Du Rietz, svensk handbollsspelare.
- 28 juli – Albin Ekdal, svensk fotbollsspelare.
- 29 juli – Kosovare Asllani, svensk fotbollsspelare.
- 31 juli – Victoria Azarenka, vitrysk tennisspelare.
- 3 augusti – Mike Sserumagga, ugandisk fotbollsspelare.
- 9 augusti – Stefano Okaka Chuka, italiensk fotbollsspelare.
- 10 augusti – Ben Sahar, israelisk fotbollsspelare.
- 26 augusti – James Harden, amerikansk basketspelare.
- 1 september – Daniel Sturridge, engelsk fotbollsspelare.
- 2 september
  - Markieff Morris, amerikansk basketspelare.
  - Alexandre Pato, brasiliansk fotbollsspelare.
- 8 oktober – Armand Traoré, fransk fotbollsspelare.
- 11 oktober – Michelle Wie, amerikansk golfspelare.
- 13 oktober – Breno, brasiliansk fotbollsspelare.
- 4 november – Christopher Telo, svensk fotbollsspelare.
- 6 november – Jozy Altidore, amerikansk fotbollsspelare.
- 11 november – Sofia Mattsson, svensk brottare.
- 6 december – Ali Abu Eshrein, sudanesisk fotbollsmålvakt.
- 12 december – Joe Sise, svensk fotbollsspelare.
- 29 december – Kei Nishikori, japansk tennisspelare.

## Avlidna
- 30 januari – Alfonso de Bourbon av Spanien, 52, spansk prins, ledamot i FIS.[1]
- 2 februari – Ondrej Nepela, 38, tjeckoslovakisk konståkare.
- 30 mars – Arto Tolsa, 43, finländsk fotbollsspelare.
- 12 april – Sugar Ray Robinson, 67, amerikansk boxare.[1]
- 8 maj – Tage Flisberg, 71, svensk bordtennisspelare.[1]
- 22 juni – Lee Calhoun, amerikansk friidrottare.
- 1 september - Kazimierz Deyna, polsk fotbollsspelare.
- 3 september – Gaetano Scirea, 36, italiensk fotbollsspelare.
- 3 oktober – Birger Buhre, 71, svensk sportjournalist.[1]

### Fotnoter
1. 1 2 3 4 5 6 7 8 9 10 11 12 13 14 15 16 17 18 19 20 21 22 23 24 25 26 27 28 29 30 31 32 33 34 35 36 37 38 39 40 41 42 43 44 45 46 47 48 49 50 51 52 53 54 55 56 57 58 59 60 61 62 63 64 65 66 67 68 69 70 71 72 73 74 75 76 77 78 79 80 81 82 83 84 85 86 87 88 89 90 91 92 93 94   Horisont 1989. Bertmarks
2. ↑  ”FIB History” (på engelska). International Bandy Federation. https://www.worldbandy.com/about-fib/. Läst 18 mars 2020.
3. ↑  ”World Championships 1988/89” (på engelska). Bandysidan. http://www.bandysidan.nu/event.php?EVID=76. Läst 20 augusti 2011.
4. ↑  Erik Jonsson (18 mars 1989). ”1980–1989”. Svenska Bandyförbundet. Arkiverad från originalet den 17 mars 2020. https://web.archive.org/web/20200317214724/https://www.svenskbandy.se/BANDYFINALEN/HISTORIK/Svenskamastare/Damer/1980-1989. Läst 18 mars 2020.
5. ↑  Erik Jonsson (19 mars 1989). ”1980–1989”. Svenska Bandyförbundet. https://www.svenskbandy.se/BANDYFINALEN/HISTORIK/Svenskamastare/Herrar/1980-1989/. Läst 18 mars 2020.
6. ↑  ”Västerås Sportklubbs SM-finaler i bandy”. VSK Forum. http://www.vskforum.com/vsk.nu/SM-finallag.html. Läst 21 juli 2011.
7. ↑  ”1989 World Series” (på engelska). Baseball-Reference.com. http://www.baseball-reference.com/postseason/1989_WS.shtml. Läst 9 juli 2015.
8. ↑  ”Basketball Reference”. http://www.basketball-reference.com/leagues/NBA_1989_games.html. Läst 25 augusti 2011.
9. ↑  ”Sport Statistics”. Arkiverad från originalet den 22 augusti 2011. https://web.archive.org/web/20110822201357/http://todor66.com/basketball/Europe/Women_1989.html. Läst 24 augusti 2011.
10. ↑  ”Sport Statistics”. Arkiverad från originalet den 18 juni 2011. https://web.archive.org/web/20110618003618/http://www.todor66.com/basketball/Europe/Men_1989.html. Läst 24 augusti 2011.
11. ↑    Tävlingsarkiv, Bordshockeytävlingar /bordshockey.net (läst 10 juni 2025)
12. 1 2 3  ”European Competitions 1988-89” (på engelska). RSSSF. http://www.rsssf.com/ec/ec198889.html. Läst 16 augusti 2011.
13. ↑  ”England FA Challenge Cup 1988-1989” (på engelska). RSSSF. http://www.rsssf.com/tablese/engcup1989.html. Läst 19 augusti 2012.
14. ↑  Jimmy Lindahl (13 juni 2005). ”Svenska cupen – finalmatcher”. Bolletinen. http://www.bolletinen.se/sfs/pdf/stat_h_allsvens_1941_2005_stat_herr_cupen_finalmatcher.pdf. Läst 21 augusti 2012.
15. ↑  ”European Women Championship 1987-89” (på engelska). RSSSF. http://www.rsssf.com/tablese/eur-women89.html. Läst 16 augusti 2011.
16. ↑  ”Copa América 1989” (på engelska). RSSSF. http://www.rsssf.com/tables/89safull.html. Läst 16 augusti 2011.
17. ↑  ”Intercontinental Club Cup 1989” (på engelska). RSSSF. http://www.rsssf.com/tablest/toyota89.html. Läst 16 augusti 2011.
18. ↑  Jimmy Lindahl (13 juni 2005). ”Svenska cupen för damer”. Bolletinen. http://www.bolletinen.se/sfs/pdf/stat_d_lanslag_19981_2005_sv_cup_damer.pdf. Läst 21 augusti 2012.
19. ↑  ”1980” (på portugisiska). Sylvesterloppet. Arkiverad från originalet den 25 februari 2014. https://web.archive.org/web/20140225133111/http://www.saosilvestre.com.br/1980/item/1980. Läst 19 augusti 2012.
20. ↑  ”Boston Marathon”. Arkiverad från originalet den 27 april 2015. https://web.archive.org/web/20150427035419/http://www.baa.org/races/boston-marathon/boston-marathon-history/past-champions/past-mens-open-champions.aspx. Läst 9 april 2011.
21. ↑  ”Boston Marathon”. Arkiverad från originalet den 7 mars 2012. https://web.archive.org/web/20120307073943/http://www.baa.org/races/boston-marathon/boston-marathon-history/past-champions/past-womens-open-champions.aspx. Läst 9 april 2011.
22. 1 2 3 4  ”Datum i innebandyhistorien”. Svenska Innebandyförbundet. Arkiverad från originalet den 15 maj 2021. https://web.archive.org/web/20210515132333/https://epiadmin.innebandy.se/sv/StatistikHistorik/Datum-i-innebandyhistorien/. Läst 22 augusti 2011.
23. ↑  ”Championnat du monde 1989 des moins de 20 ans” (på franska). Hockey Archives. 4 januari 1989. https://www.hockeyarchives.info/U-20_1989.htm. Läst 9 september 2012.
24. ↑  ”Coupe d'Europe 1988/89” (på franska). Hockey Archives. 19 februari 1989. https://www.hockeyarchives.info/Europe1989.htm. Läst 9 september 2012.
25. ↑  ”Globen fyller 25 år idag” (på svenska). Sveriges Radio. 19 februari 2014. https://sverigesradio.se/sida/artikel.aspx?programid=103&artikel=5788267. Läst 16 mars 2020.
26. ↑  ”Han gjorde första målet i Globen” (på svenska). Sportbladet. 19 februari 2014. https://www.aftonbladet.se/sportbladet/hockey/a/J178Bb/han-gjorde-forsta-malet-i-globen. Läst 16 mars 2020.
27. ↑  ”Championnat de Suède 1988/89” (på franska). Hockey Archives. 19 mars 1989. https://www.hockeyarchives.info/Suede1989.htm. Läst 15 augusti 2011.
28. ↑  ”Championnats d'Europe féminins 1989” (på franska). Hockey Archives. 9 april 1989. https://www.hockeyarchives.info/eurofem1989.htm. Läst 15 augusti 2011.
29. ↑  ”India” (på engelska). International Ice Hockey Federation. 27 april 1989. https://www.iihf.com/en/associations/351/india. Läst 21 augusti 2011.
30. ↑  ”Thailand” (på engelska). International Ice Hockey Federation. 27 april 1989. https://www.iihf.com/en/associations/1371/thailand. Läst 21 augusti 2011.
31. ↑  ”Championnats du monde 1989” (på franska). Hockey Archives. 1 maj 1989. https://www.hockeyarchives.info/mondial1989.htm. Läst 15 augusti 2011.
32. ↑  ”NHL 1989/90” (på franska). Hockey Archives. https://www.hockeyarchives.info/NHL1990.htm. Läst 23 mars 2020.
33. ↑  ”Matches internationaux 1989/90” (på franska). Hockey Archives. 22 december 1989. https://www.hockeyarchives.info/inter1990.htm. Läst 20 augusti 2012.
34. ↑  ”World Orienteering Championships 1989” (på engelska). http://orienteering.org/events/?event_id=7. Läst 20 augusti 2012.
35. ↑  ”Historiska segrare”. Vasaloppet. Arkiverad från originalet den 22 mars 2020. https://web.archive.org/web/20200322121012/https://www.vasaloppet.se/wp-content/uploads/sites/1/2019/09/historiska_segrare_vasaloppet_sve_2019-09-18.pdf. Läst 5 september 2011.
36. ↑  ”Davis Cup”. http://www.daviscup.com/en/results/tie/details.aspx?tieId=10003829. Läst 20 augusti 2011.
37. ↑  ”Fed Cup”. Arkiverad från originalet den 24 mars 2012. https://web.archive.org/web/20120324021013/http://www.fedcup.com/en/results/tie/details.aspx?tieId=20006018. Läst 20 augusti 2011.
38. ↑  ”Sport Statistics”. Arkiverad från originalet den 26 juni 2015. https://web.archive.org/web/20150626142132/http://todor66.com/volleyball/Europe/Men_1989.html. Läst 24 augusti 2011.
39. ↑  ”Sport Statistics”. Arkiverad från originalet den 1 mars 2011. https://web.archive.org/web/20110301110742/http://todor66.com/volleyball/Europe/Women_1989.html. Läst 24 augusti 2011.